# موتيساوات
الموتيسياوات (الاسم العلمي: Mutisioideae) هي أسرة نباتية تتبع الفصيلة النجمية من رتبة النجميات.

## قبائل
- الموتيسياوية
- الناسوفياوية
- الأونوسريساوية

## أجناس
- الموتيسية
- الجربارة
- الناسوفية
- الأونوسريس